# Eulophia orthoplectra
Eulophia orthoplectra är en orkidéart som först beskrevs av Heinrich Gustav Reichenbach, och fick sitt nu gällande namn av Victor Samuel Summerhayes. Eulophia orthoplectra ingår i släktet Eulophia och familjen orkidéer. Inga underarter finns listade i Catalogue of Life.